# Schistolais
Schistolais is een geslacht van zangvogels uit de familie Cisticolidae.

## Soorten
Het geslacht kent de volgende soorten:
- Schistolais leontica – Witoogprinia
- Schistolais leucopogon – Witkeelprinia